# Wilhelm Freiherr Haller von Hallerstein
Wilhelm Dieter Freiherr Haller von Hallerstein, geborener Trey (* 18. April 1952 in München), ist ein deutscher Bankmanager.

## Leben
Nach einem Betriebswirtschaftsstudium an der Münchner Fachhochschule sowie an der dortigen Ludwig-Maximilians-Universität war er von 1980 an bei der Bayerischen Landesbank tätig. 1986 wechselte er zur Deutschen Bank, wo er über verschiedene Stationen in München (Konzerne und Großkunden), Chemnitz (Firmenkunden), Stuttgart (Privat- und Firmenkunden) bis in die Geschäftsleitung des Konzerns aufstieg. Nach der Übernahme des Bankhauses Sal. Oppenheim 2009 wurde er dort zum Generalbevollmächtigten bestellt und übernahm den Vorstandsvorsitz des Unternehmens. November 2013 bis November 2015 war er im Vorstand der Deutsche Bank Privat- und Geschäftskunden.
Haller von Hallerstein ist im Aufsichtsrat der Nolte GmbH & Co. KGaA.
Von Hallerstein ist verheiratet mit Felicitas Freiin Haller von Hallerstein, deren Familiennamen er nach der Eheschließung annahm. Er hat zwei erwachsene Kinder. 2016 erhielt er die Ehrensenatorwürde der Philosophisch-Theologischen Hochschule Vallendar.